# Vườn quốc gia Narew
Vườn quốc gia Narew (tiếng Ba Lan: Narwiański Park Narodowy) là một vườn quốc gia ở tỉnh Podlaskie, đông bắc Ba Lan, có sông Narew chảy qua. Tổng diện tích vườn quốc gia có diện tích 73,5 kilômét vuông (28,4 dặm vuông Anh), trong đó chỉ có 20,57 km² thuộc sở hữu nhà nước. Vườn quốc gia Narew được thành lập năm 1996.
Vườn quốc gia này nằm ở thượng thung lũng Narew, một khu vực đầm lầy giữa các thị xã Suraz và Rzedziany. Khoảng 90% diện tích khu vực vườn quốc gia này là đầm lầy hay vùng ngập nước. Ngoài sông Narew ra, ở đây còn có các sông nhỏ khác như Liza, Szeroka Struga, Awissa, Kurówka, Kowalówka, Turośnianka và Czaplinianka.
Khu vực này có 179 loài chim, động vật có vú có 40 loài, có 22 loài cá. Vườn quốc gia Narew là một trong những vùng đất ngập nước được bảo vệ theo công ước Ramsar.
Trong khu vực vườn có một bảo tàng khảo cổ tư nhân thuộc sở hữu của Władysław Litwinczuk. Khu vực quản lý nằm ở làng Kurowo. Vùng đệm có một khu vực bảo vệ ít nghiêm ngặt hơn với tên gọi công viên cảnh quan Narew.